# Medophron nitidus
Medophron nitidus là một loài tò vò trong họ Ichneumonidae.